# 砂淵八角魚
砂淵八角魚，為輻鰭魚綱鮋形目杜父魚亞目八角魚科的其中一種，為溫帶海水魚，分布於東太平洋白令海至美國加州北部海域，棲息深度18-183公尺，背鰭相當小而且分得很開，尾鰭圓的，胸鰭的低鰭條長且不完全地與薄膜連結， 腹鰭縮小，背面淡橄欖綠色到淡褐色，下面灰白色，橫過背面與側邊5或6個黑色鞍狀斑塊斑紋，在背鰭、尾鰭與胸鰭上具深色的橫帶，腹鰭與臀鰭淡色，背鰭硬棘5-8枚、背鰭軟條5-7枚、臀鰭軟條6-8枚，體長可達12公分，棲息在岩石底質底層水域，生活習性不明。

## 扩展阅读
維基物種上的相關：砂淵八角魚